# IC 1875
IC 1875 ist eine linsenförmige Galaxie vom Hubble-Typ SAB(rs)0 im Sternbild Fornax am Südsternhimmel. Sie ist schätzungsweise 267 Millionen Lichtjahre von der Milchstraße entfernt und hat einen Durchmesser von etwa 115.000 Lj.
Das Objekt wurde am 29. September 1897 vom US-amerikanischen Astronomen Lewis Swift entdeckt.